# Celotes
Celotes is een geslacht van vlinders van de familie dikkopjes (Hesperiidae), uit de onderfamilie Pyrginae.

## Soorten
- C. limpia Burns, 1974
- C. nessus (Edwards, 1877)